# Изабелла Мария Бразильская
Изабе́лла Мари́я ди Алканта́ра Брази́льская (порт. Isabel Maria de Alcântara Brasileira, май 1824 года, Рио-де-Жанейро — ноябрь 1898 года, Мурнау-ам-Штаффельзе) — бразильская аристократка из рода Браганса, внебрачная дочь императора Педру I и Домитилы де Кастро, маркизы Сантуш.
В 1826 году император официально признал девочку, в связи с чем она получила титул герцогини Гояс и право на использования обращения «Её Высочества герцогини Гояс»; данный указ не позволял Изабелле Марии занять место в очереди на престол, однако её считали принцессой Бразилии и защитницей провинции Гояс.
С 1830 года жила в Европе, в 1843 году вышла замуж. После замужества была известна как Изабе́лла Фи́шлер (Isabel Fischler), графиня Тройберг, баронесса Хольцен.

## Ранняя жизнь
Изабелла Мария родилась по разным данным 3 или 23 мая 1824 года в Рио-де-Жанейро. Её отцом был император Педру I (1798—1834), матерью — фаворитка императора Домитила де Кастро (1797—1867). 31 мая 1824 года Изабелла Мария была крещена в церкви святого Франциска Ксаверия в Энженью-Велью; восприемниками при крещении стали полковник Жуан де Кастро Канто-и-Мелло и Сколастика Бонифация де Толедо Рибас — её дед и бабка по материнской линии. Девочка воспитывалась по опекой отца Домитилы де Кастро.
20 мая 1826 года Педру I легитимизировал Изабеллу Марию и, таким образом, девочка стала единственным незаконнорожденным ребёнком, которого он признал. 24 мая или 4 июля 1826 года император издал указ о пожаловании Изабелле Марии титула «Её Высочества герцогини Гояс» (порт. Sua Alteza, a Duquesa de Góias), к которой теперь обращались как «Дона». Изабелла Мария стала первым человеком, получившим данный титул в Бразильской империи. Этот указ не позволял Изабелле Марии занять место в очереди на престол, однако её считали принцессой Бразилии и защитницей провинции Гояс. Императорский указ вызвал восторг при бразильском дворе, событие было отмечено большими празднованиями. Торжества прошли во дворце Каминьо Ново, который император построил для матери Изабеллы Марии рядом со своей резиденцией дворцом Сан-Кристован. Там же девочка проживала с матерью.
6 июня 1826 года Изабелла Мария была официально представлена супруге Педру I императрице Марии Леопольдине Австрийской. С этого момента герцогиня Гояс стала ежедневно посещать дворец, где училась вместе со своими единокровными сестрами — законными дочерьми императорской четы.
В конце 1826 года императрица умерла, и в августе 1827 года Изабелла Мария переселилась во дворец Сан-Кристован. В 1829 году император Педру окончательно разорвал отношения с маркизой де Сантуш. После разрыва отношений Домитила узнала, что ждет ребёнка от императора. Узнав о беременности, Педру пытался задушить её, утверждая, что он не является отцом ребёнка. Домитилу спас её брат Хосе, который предложил обезглавить его, если Педру не является отцом ребёнка. В начале 1830 года Домитила родила девочку, названную Марией Изабеллой. После рождения второй дочери император принял решение, согласно которому Мария Изабелла должна была воспитываться матерью, но её старшая узаконенная сестра Изабелла Мария оставалась жить с отцом.
В 1829 году император вступил во второй брак — его избранницей стала Амелия Лейхтенбергская, которая была против того, чтобы Изабелла Мария оставалась во дворце Сан-Кристован. В связи с этим, до прибытия новой императрицы в Бразилию, Изабелла Мария переехала во дворец Прайя-Гранде — официальную летнюю резиденцию Педру I в городе Нитерой штата Рио-де-Жанейро.

## Обучение в Европе
Император желал, чтобы его дочь получила образование в Европе. 25 ноября 1829 года 5-летняя Изабелла Мария отправилась во Францию, взяв с собой рекомендательное письмо императорского секретаря Франсишку Гомеша к виконту Педра Бранка, в котором секретарь просил обеспечить дочери императора «наилучшее образование с наименьшими затратами». Путешествие сопровождалось различными неприятностями: шторм повредил паруса корабля, его пассажиров охватила лихорадка, и Изабелла Мария стала жаловаться на боли в груди. В связи с этим, сопровождавший девочку Паулу Мартинс де Алмейда приказал командиру корабля изменить курс и причалить в Плимуте, где они высадились 8 февраля 1830 года. Из Плимута кортеж Изабеллы Марии отправился в Лондон, где принцесса должна была ожидать возвращения виконтов Итабайана и Резенде, искавших в Париже подходящую школу. Для Изабеллы Марии была выбрана школа-интернат Эколь дю Сакре-Кёр в Париже, где получали образование дочери французской католической аристократии. В Бразилии император ежемесячно получал медицинские отчёты и другую информацию о своей дочери. Монахини, отвечавшие за школу, сообщали, что герцогиня Гояс была чрезвычайно послушной и, за исключением игры на фортепиано, хорошо успевала по всем предметам. Они также сообщали, что девочка подвержена перепадам настроения, когда её заставляют заниматься.
7 апреля 1831 года Педру I отрёкся от бразильского престола и уехал в Европу со своей женой Амелией Лейхтенбергской и старшей законной дочерью королевой Португалии Марией II. После нескольких месяцев пребывания в качестве гостя короля Луи-Филиппа I, бывший император, ставший теперь просто герцогом Браганса, приобрёл дом, в котором Изабелла Мария стала проводить выходные с семьёй отца. На этот раз Амелия Лейхтенбергская приняла Изабеллу Марию. 25 января 1832 года герцог Браганса отправился в Португалию, чтобы вернуть трон. Он оставил Изабеллу Марию на попечение своей жены и тёщи. Вскоре после того как конституционные силы захватили Лиссабон, герцог Браганса отправил своего шурина маркиза Луле в Париж, чтобы тот привёз его жену и дочь королеву Марию II на португальскую территорию.
В связи со смертью Педру, последовавшей 24 сентября 1834 года, воспитанием Изабеллы Марии занялась мачеха девочки. В завещании, которое герцог написал в 1832 году, он передавал дочери одну треть своего имущества, а также просил императрицу призвать к себе Изабеллу Марию для поддержки и защиты империи после того, как она завершит своё обучение. Так как Изабелла Мария была разлучена с маркизой Сантуш в раннем возрасте, она не помнила свою биологическую мать, поэтому Изабелла Мария всегда считала Амелию Лейхтенбергскую и её мать своими матерью и бабкой. В 1839 году под руководством маркиза Ресенде Изабелла Мария отправилась в Мюнхен и поступила в Королевский институт молодых женщин для завершения обучения.

## Брак
Овдовев, Амелия Лейхтенбергская начала подыскивать подходящего мужа для своей падчерицы. Хотя Изабелла Мария получила наследство отца, ей также помогали её единокровный брат-император Педру II, королева Мария II и её собственная мачеха, которая лично позаботилась о свадебном платье Изабеллы Марии.

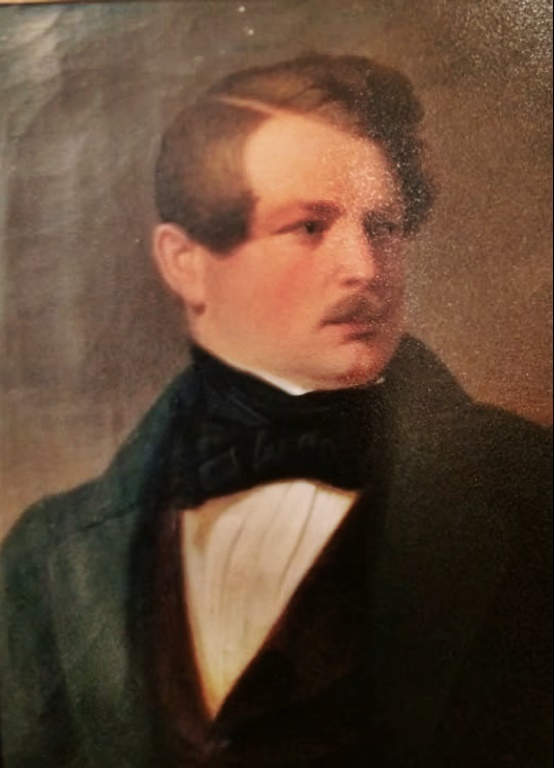
Эрнст фон Тройберг, супруг Изабеллы Марии

17 апреля 1843 года Изабелла Мария вышла замуж за Эрнста Йозефа Иоганна Фишлера фон Тройберга (1816—1867), 2-го графа Тройберга и барона Хольцен. Свадебная церемония состоялась во дворце Лейхтенберг в Мюнхене. Граф был старше герцогини Гояс на 13 лет; он являлся родственником прусской королевской семьи по материнской линии (отцом его матери был Карл Фридрих Гогенцоллерн-Зигмаринген, 6-й владетельный князь Гогенцоллерн-Зигмаринген) и был богатым землевладельцем.

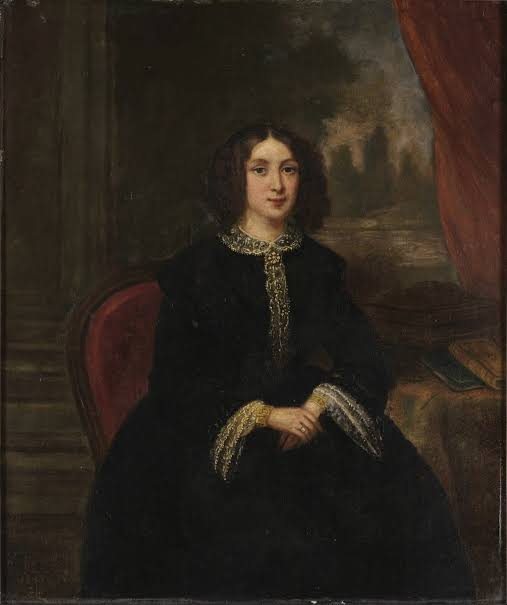
Изабелла Мария (портрет 1853 года)

В браке Изабелла Мария родила четверых детей:
- Мари Амели Фишлер фон Тройберг (нем. Marie Amélie Fischler von Treuberg) (6 февраля 1844 — 30 марта 1919)
- Фердинанд Фишлер фон Тройберг (нем. Ferdinand Fischler von Treuberg) (24 января 1845 — 3 июля 1897) — 3-й граф Тройберг и барон Хольцен; женился на Розине Антонии Терезе, эдлер фон Пошингер. По крайней мере имел одного ребёнка.
- Августа Мария Фишлер фон Тройберг (нем. Auguste Maria Fischler von Treuberg) (8 октября 1846 — 16 августа 1909) — вышла замуж за Максимилиана, барона Танцля фон Трацберга.
- Франц Ксавьер Фишлер фон Тройберг (нем. Frans Xaver Fischler de Treuberg) (2 июля 1855 — 1 февраля 1933) — был женат сначала на Каролине фон Вендт, а затем на её сестре, Людовике Мануэле Марии фон Вендт. От обоих браков имел детей.

Муж Изабеллы Марии умер 14 мая 1867 года

## Тайна происхождения
Относительно своих родителей Изабелла Мария знала только то, что она дочь императора Бразилии Педру I. Относительно её матери Изабелле Марии, вероятно, сообщили, что та умерла. Впервые рассказать ей правду попытался её зять, муж её единокровной сестры Марии Изабеллы ди Алькантара, графини Игуасу (о которой Изабелла Мария и не подозревала): примерно в 1848 году он направил письмо в замок Хольцен с сообщением об их свадьбе с Марией Изабеллой; кроме того, в письме он сообщал, что собирается встретиться со своей новой родственницей во время предстоящей поездки по Европе. Граф Тройберг был осведомлён о происхождении своей жены — и полученное письмо от неё скрыл, не желая, чтобы жена узнала о том, что её мать жива и что в Бразилии у неё есть родственники.
Вторую попытку связаться с Изабеллой её зять предпринял уже после того, как граф Тройберг скончался. На этот раз Изабелла Мария получила письмо — и, начав переписку, наконец узнала тайну своего происхождения.
Скончалась графиня Тройберг 13 ноября 1898 года в Мурнау-ам-Штаффельзе в королевстве Бавария.

## Титулы
- 24 мая 1826 — 17 апреля 1843: Её Высочество герцогиня Гояс[10][2][11]
- 17 апреля 1843 — 3 ноября 1898: Высочество графиня Тройберг, графиня Гогенцоллерн-Зигмаринген, баронесса Хольцен[1]